# Rouge FM (Québec)
Pour les articles homonymes, voir Rouge FM et Rouge (homonymie).
 (octobre 2021).
Rouge (anciennement Rock Détente puis Rouge FM) est un réseau de radiodiffusion commerciale d'expression française présent dans la plupart des régions du Québec et dans une partie de l'Ontario. Le réseau appartient à Bell Media, aussi propriétaire des stations Énergie. Le format de réseau Rouge FM est AC (adulte contemporain).

## Historique
Le nom Rock Détente débute à l'automne 1990. Rock Détente fut une déclinaison de la radio française Europe 2 pendant les années 1990 : l'identifiant de Rock Détente (5 notes - 4 descendantes et une montante) est identique à celui que possédait Europe 2 jusqu'en 2002. Guy Banville dirigeait par ailleurs les deux radios. En 2008, Europe 2 a disparu des ondes françaises, remplacée par Virgin Radio, avant de revenir à l’ancien nom le 1er janvier 2023.
Rock Détente fait peau neuve et devient Rouge FM depuis le 18 août 2011 à 16 h.
Le 16 mars 2012, Bell Canada (BCE) annonce son intention de faire l'acquisition d'Astral Media, incluant le réseau Rouge FM, pour 3,38 milliards de dollars. La transaction a été refusée par le CRTC. Bell Canada a alors déposé une nouvelle demande le 4 mars 2013, qui a été approuvée le 27 juin 2013.
Le 14 août 2017, Rouge FM refait peau neuve en changeant de logos visuels et sonores, en renouvelant sa programmation avec les anciennes émissions d'Énergie, sa station sœur, ainsi qu'en congédiant la directrice de la programmation, Brigitte Simard.
Le 8 février 2024, Bell Média annonce la vente de 45 stations de radio AM et FM au Canada situées dans de petits marchés, dont CHRD-FM Drummondville, CJOI-FM Rimouski et CFVM-FM Amqui à Arsenal Media. La transaction est approuvée le 11 mars 2025 et les trois stations changent d'affiliation pour Viva dès le 22 avril 2025.

### Identité visuelle: logo

Logo de Rock Détente jusqu'au 18 août 2011.
Logo de Rouge FM du 18 août 2011 au 14 août 2017.
Logo de Rouge depuis le 14 août 2017.

### Slogans
- 1990-2011 : La vie est RockDétente !
- 2011-2016 : Toute la musique, une couleur.
- 2016-2020 : Le meilleur choix musical
- 2020-2023: Toujours Fantastique
- Depuis septembre 2023 : Tous sur la même fréquence

## Réseau Rouge
Rouge FM comprend six stations au Québec :
| Station   | Fréquence | Lieu                    |
| --------- | --------- | ----------------------- |
| CITE-FM   | 107,3     | Montréal                |
| CITF-FM   | 107,5     | Québec                  |
| CIMF-FM   | 94,9      | Gatineau / Ottawa       |
| CITE-FM-1 | 102,7     | Estrie                  |
| CHEY-FM   | 94,7      | Mauricie                |
| CFIX-FM   | 96,9      | Saguenay–Lac-Saint-Jean |

La station CHOA-FM de Rouyn-Noranda et Val D'Or (Propriété de RNC Media) a été affiliée au réseau RockDétente durant la moitié des années 1990 jusqu'en 2002 lorsqu'Astral Media est devenu propriétaire du réseau en achetant les parts restantes de Télémédia.
La station CJPN-FM à Fredericton, Nouveau-Brunswick diffusait la programmation de nuit de RockDétente.

## Programmation de Rouge
Depuis 2018, Véronique Cloutier anime le retour à la maison Véronique et les Fantastiques, du lundi au jeudi dès 15 h 55.